# شوندا رايمز
شوندا رايمز (بالإنجليزية: Shonda Rhimes) (و. 1970  م) هي مخرجة أفلام، وكاتبة سيناريو، وكاتِبة، ومنتجة أفلام أمريكية، ولدت في شيكاغو.

## التعليم
تعلمت في كلية دارتموث، وجامعة كاليفورنيا الجنوبية، وكلية جامعة جنوب كاليفورنيا للفنون السينمائية ‏.

## أعمال بارزة
من أهم أعمالها:
- غريز أناتومي.
- المحطة 19].

المراجع
```
Station 19 Season 1 Lead Sheet نسخة محفوظة 10 يوليو 2018 على موقع واي باك مشين.
'Grey's Anatomy' Firefighter Spinoff: Here's the Complete Cast (and Who They're Playing) | Hollywood Reporter نسخة محفوظة 5 ديسمبر 2020 على موقع واي باك مشين.
```

## جوائز
حصلت على جوائز منها:
- International Emmy Founders Award [الإنجليزية]‏ (2015)
- جائزة لوسي (2007)
- جائزة نقابة الكتاب الأمريكية.

## وصلات خارجية
- شوندا رايمز على موقع IMDb (الإنجليزية)
- شوندا رايمز على موقع الموسوعة البريطانية (الإنجليزية)
- شوندا رايمز على موقع روتن توميتوز (الإنجليزية)
- شوندا رايمز على موقع قاعدة بيانات الأفلام العربية
- شوندا رايمز على موقع ألو سيني (الفرنسية)
- شوندا رايمز على موقع أول موفي (الإنجليزية)
- شوندا رايمز على موقع قاعدة بيانات الأفلام السويدية (السويدية)
- شوندا رايمز على موقع قاعدة بيانات الفيلم (الإنجليزية)
- شوندا رايمز على موقع كينوبويسك (الروسية)